# Clematis turyusanensis
Clematis turyusanensis là một loài thực vật có hoa trong họ Mao lương. Loài này được U.C.La & Chae G.Chen mô tả khoa học đầu tiên năm 1992.